# Manoir de Berval
Le manoir de Berval est situé à Saint-Avé en France.

## Localisation
Le manoir est situé sur le territoire de la commune de Saint-Avé, au lieu-dit Berval, dans le département du Morbihan en région Bretagne.

## Description
Le manoir date du XVIe siècle, le corps de logis principal est construit en moellons sans chaîne en pierre de taille, édifice à un étage carré et comble à surcroît. Toiture à longs pans recouverte d'ardoises, pignon découvert.

## Historique
Le manoir est attesté dès 1427, possédé à cette date par Perrot le Taffle et en 1536 par Michiel Phélipot. Le bâtiment actuel date peut-être de la première moitié du XVIe siècle1. Toiture modifiée et murs gouttereaux surélevés au XIXe siècle. Baie ouverte au rez-de-chaussée (sud) au XXe siècle. Aile en retour construite entre 1811 et 1844, modifiée en 1870 (date portée) , probablement pour un prêtre nommé Dano (inscription) qui desservait peut-être la chapelle Saint-Michel. Restauration vers 1980.
Il est inscrit à l'inventaire général du patrimoine culturel.